# Wolfgang Thiele (Anglist)
Wolfgang Thiele (* 4. Februar 1942 in Halberstadt; † 15. Februar 2018 in Leipzig) war ein deutscher Anglist, Sprachwissenschaftler und Hochschullehrer.

## Leben und Wirken
Nach seiner 1960 in Halberstadt erfolgten Reifeprüfung studierte Wolfgang Thiele Anglistik und Germanistik an der Universität Leipzig und absolvierte 1964 bzw. 1969 das Staatsexamen für das Lehramt an höheren Schulen. Bis 1967 war er im Schuldienst in Oschersleben tätig. Anschließend arbeitete er als wissenschaftlicher Assistent am Institut für Anglistik und Amerikanistik der Universität Leipzig. 1972 erfolgte seine Promotion bei dem Anglisten Gottfried Graustein mit einer Dissertation über Möglichkeiten der Beschreibung von Complement und Sentence Modifier im englischen Satz. Nach seiner Habilitation 1978/79 war er zunächst als Hochschuldozent tätig, 1983 wurde er auf eine ordentliche Professur für Angewandte Sprachwissenschaft und Englische Sprache berufen, die er bis 1993 innehatte. 1992 hatte Thiele eine Gastprofessur an der Universität Mainz (Außenstelle Germersheim) inne, von 1993 bis 1998 Lehraufträge an der Universität Leipzig. Von 1999 bis 2001 war er Gastprofessor an der California State University, Chico inne.
Thiele beschäftigte sich vor allem mit Angewandter Sprachwissenschaft bzw. Linguistik und der Grammatik der englischen Sprache.

## Veröffentlichungen (Auswahl)
- (zus. mit Gottfried Graustein): Englische Zeichensetzung. Verlag Enzyklopädie, Leipzig 1975.
- (Mitautor): English grammar. A university handbook. Verlag Enzyklopädie, Leipzig 1977 (5. Aufl. 1987).
- (Mitautor): Beiträge zur englischen Textlinguistik. Akademie der Wissenschaften der DDR, Zentralinstitut für Sprachwissenschaft, Berlin 1985.
- Die semantisch-syntaktische Beschreibung von Ursache-Wirkung-Beziehung in englischen Texten (= Abhandlungen der Sächsischen Akademie der Wissenschaften zu Leipzig, Philologisch-Historische Klasse, Bd. 70,2). Akademie-Verlag, Berlin 1982 (= Habilitationsschrift Universität Leipzig).
- (Mitautor): Englisch grammar. Workbook. 3. Aufl. Verlag Enzyklopädie, Leipzig 1987, ISBN 3-324-00198-6.
- (zus. mit Gottfried Graustein): Properties of English texts. Verlag Enzyklopädie, Leipzig 1987, ISBN 3-324-00009-2.
- (Hrsg.): Texts –- varieties – translation (= Zeitschrift für Anglistik und Amerikanistik, ZAA studies, Bd. 5). Stauffenburg-Verlag, Tübingen 2001, ISBN 3-86057-734-4.
- (Hrsg., mit Christian Todenhagen): Investigations into narrative structures. Lang, Frankfurt/M. 2002, ISBN 3-631-39308-3.
- (Mithrsg.): Political discourse. Different media – different intentions – new reflections (= Stauffenburg Linguistik, Bd. 34). Stauffenburg-Verlag, Tübingen 2005, ISBN 978-3-86057-782-0.
- (Hhrsg. mit Christian Todenhagen): Nominalization, nomination and naming (= Stauffenburg Linguistik, Bd. 44). Stauffenburg Verlag, Tübingen 2007, ISBN 3-86057-172-9.

Außerdem zahlreiche Aufsätze in Fachzeitschriften.
Festschrift
- Christian Todenhagen (Hrsg.): Text – text structure – text type. Festschrift für Wolfgang Thiele. Stauffenburg Verlag, Tübingen 2002, ISBN 3-86057-660-7.